# Psylla elaeagni
Psylla elaeagni är en insektsart som beskrevs av Shinji Kuwayama 1908. Psylla elaeagni ingår i släktet Psylla och familjen rundbladloppor. Inga underarter finns listade i Catalogue of Life.